# Matsushita Shinya
Shinya Matsushita (sinh ngày 5 tháng 4 năm 1979) là một cầu thủ bóng đá người Nhật Bản.

## Sự nghiệp câu lạc bộ
Shinya Matsushita đã từng chơi cho Tokyo Verdy.